# Amecameca de Juárez
Amecameca de Juárez es una localidad mexicana del Estado de México. Es cabecera del municipio homónimo y de la región Amecameca. Se sitúa en la región oriente de la entidad, a los pies de los volcanes Iztaccíhuatl y Popocatépetl, lo que le confiere un notable atractivo natural y cultural. Es reconocido por su historia, tradiciones religiosas, arquitectura colonial y su papel como punto de partida para excursiones hacia el Parque Nacional Iztaccíhuatl-Popocatépetl.
El municipio cuenta con una importante riqueza natural, así como con una vida comunitaria activa en torno a ferias, mercados tradicionales y festividades religiosas. Su cercanía a la Ciudad de México lo convierte en un destino frecuente para el turismo de fin de semana. 

## Toponimia
La palabra Amecameca es una castellanización de la palabra Amaquemecan., proviene del náhuatl, sus raíces son los vocablos Amatl, que quiere decir papel, queme que significa señalar o indicar y can que se traduce como lugar, por lo tanto Amaquemecan significa lugar donde los papeles afirman o señalan algo Otras versiones orales dicen que Amaquemecan significa donde visten con mantos de papel.

## Localización
Amecameca está situado en las faldas de la Sierra Nevada, dentro del Eje Neovolcánico. Sus coordenadas geográficas son longitud 98° 37’ 34’’ y 98° 49’ 10’’; latitud 19° 3’ 12’’ y 19° 11’ 2’’. La altitud en la cabecera municipal es de 2420 m s. n. m. (metros sobre el nivel del mar). Se ubica en el oriente del Estado de México.
Los límites del municipio son: al norte el municipio de Tlalmanalco, al este el Estado de Puebla, al sur los municipios de Atlautla y Ozumba y al oeste, los municipios de Ayapango y Juchitepec.

## Economía

### Comercio

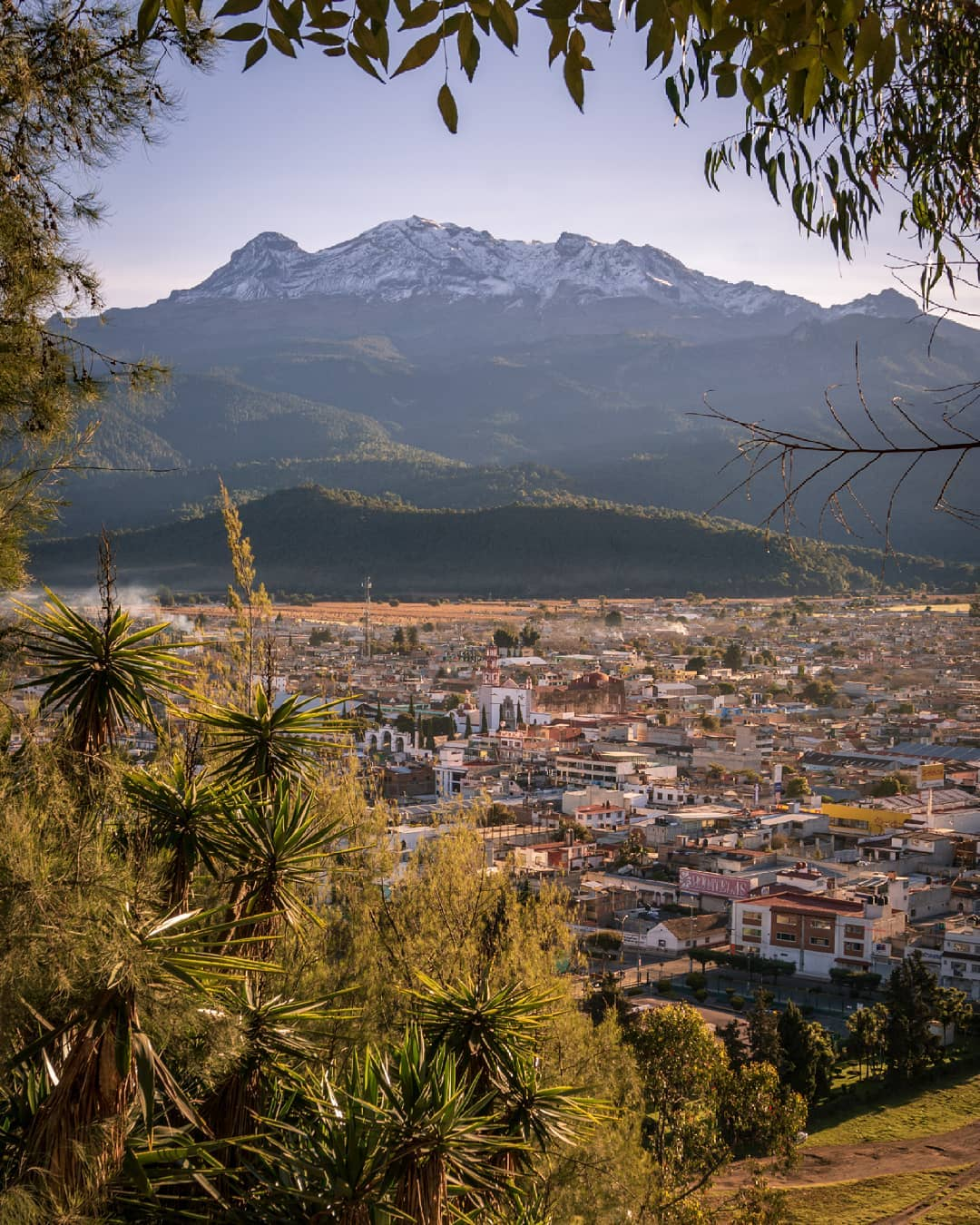
Vista de Amecameca de Juárez desde el Parque Nacional Sacromonte

La economía del municipio de Amecameca se sustenta principalmente en las actividades del sector terciario, como el comercio, los servicios y el turismo, aunque también se mantienen relevantes los sectores agrícola y ganadero. Gracias a su cercanía con la Ciudad de México y su ubicación estratégica en la región de los volcanes, Amecameca ha desarrollado una economía dinámica que combina elementos rurales y urbanos.

### Turismo
El turismo representa una de las principales fuentes de ingresos del municipio. Su entorno natural, dominado por los volcanes Popocatépetl e Iztaccíhuatl atrae a visitantes interesados en el ecoturismo, el montañismo y las actividades al aire libre. Además, sus tradiciones, como la celebración del Señor del Sacromonte, el Festival Cultural de la Nuez de Castilla y las Fiestas Patronales de sus distintas delegaciones dotan a Amecameca como un sitio de gran interés. Durante fines de semana y temporadas vacacionales, la economía local se ve beneficiada por la afluencia de turistas, lo cual favorece a restaurantes, hoteles, comercios y guías locales. Entre sus principales atracciones podemos encontrar:

#### Parque Nacional Iztaccíhuatl-Popocatépetl[5]
Se ubica en los estados de México, Puebla y Morelos, abarca una superficie aproximada de 40,000 hectáreas. Fue declarado como Parque Nacional el 8 de noviembre de 1935 y en 2010 fue declarado por la Organización de las Naciones Unidas para la Educación, la Ciencia y la Cultura (UNESCO) como Reserva de la Biosfera.
Se destaca por su biodiversidad que han sido aprovechados por los habitantes de la región, cuenta con 18 especies endémicas, entre ellas están:
- Rana Leopardo de Moctezuma
- Chipe Rojo
- Culebra Parda Mexicana
- Conejo de Los Volcanes
- Mirlo Pinto
- Murciélago Mula Mexicano
- Vencejo Nuca Blanca

Del mismo modo cuenta con basta flora endémica, entre ellas:
- Cebollín
- Gordolobo
- Flor de Guegueche
- Enebro azul
- Soromuta

De igual manera su riqueza histórica y religiosa en época prehispánica hacen de este un sitio de interés turístico.
Cuenta con espacios educativos donde se aprende sobre la Educación para la conservación de la naturaleza, además se pueden realizar actividades como senderismo, alpinismo, campismo y ciclismo..

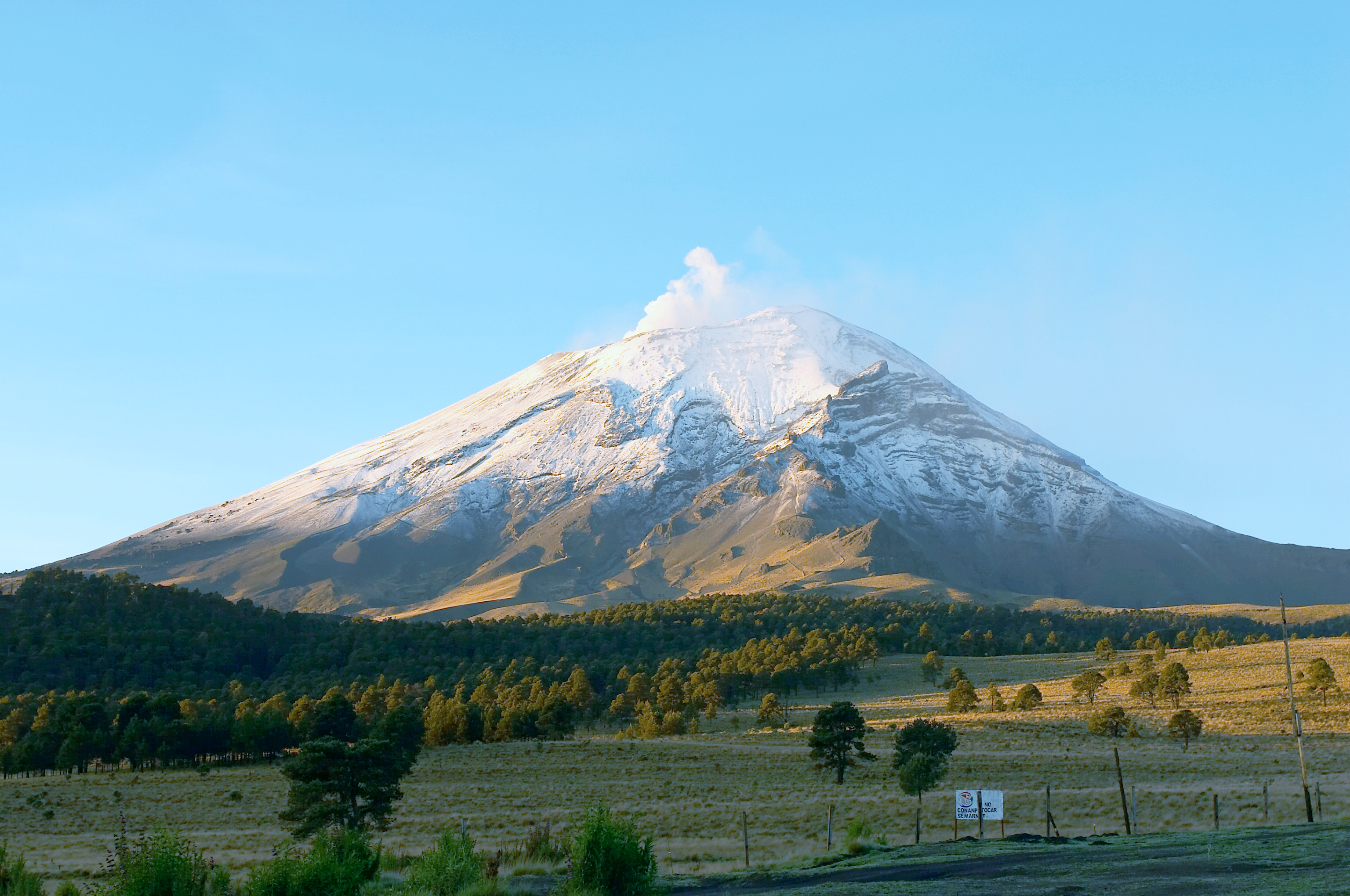
Vista del volcán Popocatépetl desde Paso de Cortés

#### Paso de Cortés
Paso de Cortés es un puerto montañoso que se localiza a una altitud aproximada de 3,600 metros sobre el nivel del mar entre los volcanes Popocatépetl e Iztaccíhuatl. El paso adquirió su nombre por el conquistador español Hernán Cortés, quien en 1519 cruzó esta zona durante su travesía hacia la ciudad de México-Tenochtitlán. Se dice que de este punto envió Cortés una expedición para subir a los volcanes con la finalidad de obtener el azufre necesario en la fabricación de la pólvora para sus cañones y arcabuces que serían parte fundamental para consumar la Conquista de México.
Actualmente, Paso de Cortés es un sitio de gran relevancia para el ecoturismo y el montañismo, ya que desde ahí parten diversas rutas de ascenso hacia el Iztaccíhuatl. Además, se ha convertido en un punto estratégico para la conservación ambiental, ya que alberga un centro de visitantes administrado por la Comisión Nacional de Áreas Naturales Protegidas (CONANP), donde se ofrecen servicios de información, orientación y control de acceso al parque nacional.
El lugar ofrece vistas panorámicas espectaculares de ambos volcanes. El acceso principal a Paso de Cortés es desde Amecameca  y se realiza a través de una carretera de montaña, que asciende entre bosques de coníferas y representa una atracción en sí misma por su paisaje y biodiversidad.
Este lugar también tiene importancia histórica, simbólica y cultural, y forma parte del patrimonio natural y turístico del municipio de Amecameca.
Salto del Agua
También llamado como el Salto, es un sistema de ríos y cascadas de agua de deshielo que se encuentran a las faldas del Iztaccíhuatl.

## Cultura y patrimonio

### Patrimonio material

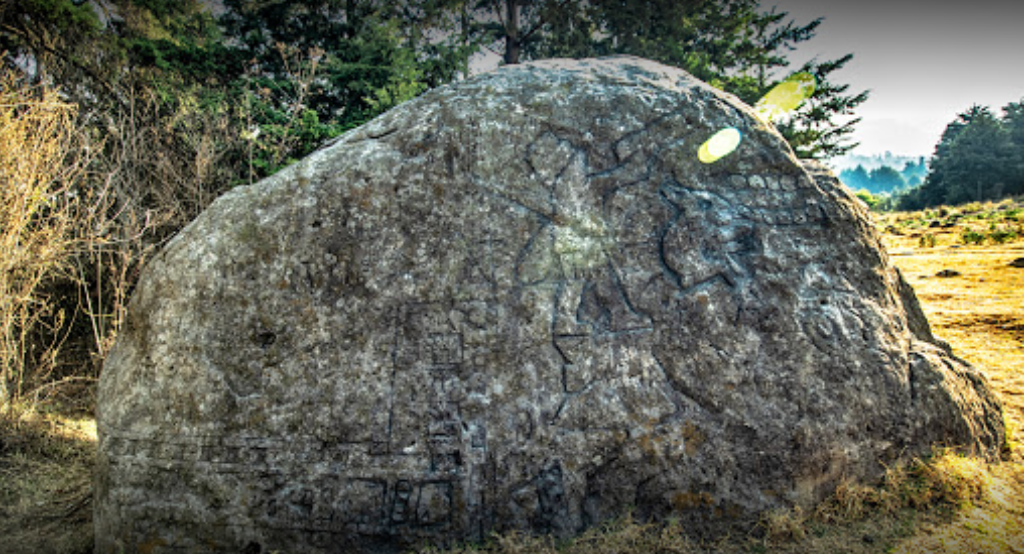
Piedra del Conejo

#### Piedra del Conejo
La Piedra del Conejo o tetl tochtli, también nombrada como “la piedra del tirador” según un estudio de Leonardo López Luján y Noel Morelos García es un petroglifo labrado en piedra de andesita que se encuentra al oriente de Amecameca en el Camino a Tomacoco, como es conocida la zona.
Hay registro de esta piedra desde el siglo XIX y, tras diversos estudios arqueológicos que dan diversas interpretaciones a los glifos labrados en la piedra, López Luján y Morelos García observan cuatro unidades gráficas: dos con notaciones calendáricas, es decir una serie de glifos que al ser interpretados nos dan información de tipo calendárico; asimismo, las dos unidades gráficas restantes se relacionan con lo antropomorfo y zoomorfo, siendo un hombre y un conejo respectivamente. López Luján y Morelos García han propuesto que en esta piedra se observa la conmemoración de la elección de Motecuhzoma Xocoyotzin en el día 1 cipactli del año 10 tochtli. Otras versiones la relacionan con un centro ceremonial de los guardianes del agua debido a su cercanía con los volcanes Popocatépetl e Iztaccíhuatl que es de donde se obtiene el abastecimiento del agua en el municipio.

#### Arco de San Sebastián de Aparicio
También conocido como El Humilladero, es un arco de piedra de cantera construido en el año de 1781 como lo indica el medallón que se encuentra en el centro del mismo. Se encuentra a un costado del actual palacio municipal. 
El arco está hecho bajo el estilo barroco, en lo alto se encontraba la figura de San Sebastián de Aparicio pero luego de un accidente en los años setenta donde un autobús se estrelló en una de sus columnas, la imagen cayó y nunca fue restaurada.
La historia oral de la comunidad dice que durante mucho tiempo este indicó la entrada del municipio por ello cuando los viajeros se humillaban en una oración, de ahí el nombre del Humilladero.

#### Juego de pelota
Se trata del marcador de un juego de pelota que se encuentra montada en una base de cemento y que está exhibida en el jardín municipal, se desconoce el origen de la pieza y se cuentan con nulos estudios arqueológicos.

#### Jardín de los Leones
El jardín municipal, ubicado al frente del palacio municipal, se conoce como el Jardín de los Leones debido a las cuatro esculturas de fierro colado que se encuentran en diferentes puntos de este, se trata de la representación de cuatro leones, dos hembras y dos machos. Mediante estas esculturas se representan los cuatro elementos de la naturaleza: al agua se representa en la figura del león sobre un cocodrilo, el fuego en el león sobre una víbora, el aire en la leona de pie y la tierra en la leona sobre un conejo.
En el jardín se encuentra una placa que fue colocada durante la administración de 2009 a 2012, en esta se narra que estas esculturas fueron creadas por la fundidora Val Dosne antes de estar en Amecameca se encontraban en la Exhacienda de Chapingo, hoy la Universidad Autónoma de Chapingo ubicada en el municipio de Texcoco; también nos cuenta que fueron llevadas de Texcoco a Amecameca por revolucionarios zapatistas.

#### El Cerro del Sacromonte
El Parque Nacional Sacromonte es un área natural protegida ubicada en el municipio de Amecameca. Fue decretado como Parque Nacional el 29 de agosto de 1939 por el presidente Lázaro Cárdenas y es administrado por la Comisión Nacional de Áreas Naturales Protegidas (CONANP) 
Con una superficie de aproximadamente 43.73 hectáreas, el parque se sitúa en el cerro del Sacromonte, al oeste de la cabecera municipal de Amecameca . Este cerro ha sido considerado sagrado desde la época prehispánica pues se veneraba a Chalchiuhmomoztli (Una advocación del dios relacionado con el agua), posterior a la conquista española, el teocalli indígena fue destruido y sustituido por un convento franciscano, desde donde Fray Martin de Valencia iniciaría la evangelización de la región.

#### Capilla Gualupita, Sacromonte
Es una capilla dedicada a la Virgen de Guadalupe, se encuentra en la punta del cerro del Sacromonte, más arriba del santuario del Señor del Sacromonte. Parte del patio delantero de la capilla sirvió como panteón.
Actualmente está prohibido su acceso tras los daños causados por el sismo del 19 de septiembre de 2017 que se dio en el centro del país; en enero de 2022 se anunció su restauración por parte del INAH y la Universidad de Roma.
Museo Internacional de los Volcanes
En el lugar se puede conocer la naturaleza de los volcanes Popocatépetl e Iztaccíhuatl y apreciar la imponente belleza de estos, aunado a conocer la tecnología con la que se hace el monitoreo de estos.
Museo de Historia Natural, Casa del Pueblo
Un nuevo atractivo es el Museo de Historía Natural y Casa del Pueblo, mismo en el que se exponen restos fósiles de dinosaurios y la historia del municipio.

### Patrimonio Inmaterial

#### El Señor del Sacromonte
Cuenta la leyenda que eran un Cristo que llegó de forma desconocida al pueblo de Amecameca, que estaba hecho de pasta de caña y finos acabados, se dice que su color negro se debe a que la imagen absorbió el veneno de una persona que le pidió que le salvara la vida en tiempos coloniales. Desde entonces cobró fama de milagroso y fue trasladado has el monasterio del Sacromonte, lugar donde se encuentra en la actualidad dicha imagen.
Otra versión nos narra que la imagen del Señor del Sacromonte apareció en la cueva donde meditaba Fray Martín de Valencia, y donde tenía experiencias sobrenaturales, encima del lomo de una mula que no se quiso mover del sitio resaltando el carácter divino del lugar.

#### Cuauhtepoztles
Se dice que en la oscuridad de los bosques, existen pequeñas criaturas con cuerpo de niños y cabeza de ancianos, criaturas mitológicas llamadas Cuauhtepoztles que cuidan los bosques y que se esconden entre los árboles, seres que hacen travesuras a los forasteros y visitantes que deambulan por las faldas de los volcanes. Muchos leñadores y campesinos aseguran que los han visto correr y brincar entre los árboles y los senderos, los han confundido con niños y que cuentan que tienen dentaduras con colmillos afilados y rostros horrendos.
Cuentan las leyendas, que estos seres prehispánicos cuidan el agua y la naturaleza, son los protectores de los árboles y de los animales del bosque, que son niños muertos que no cruzaron al Mictlán y que sus ánimas aún están entre los vivos y que se envejecieron al paso de los años sin crecer y quedándose chaparros y pequeños. Algunos son agresivos y otros son solo juguetones con los forasteros o visitantes del bosque.

## Fiestas
Las Principales Fiestas que se Celebran en esta localidad son:

#### Fiesta del Señor del Sacromonte
El Miércoles de ceniza, día en que inicia la Cuaresma. Se realiza la fiesta en honor al Señor del Sacromonte, Una imagen de un cristo negro que simboliza el santo entierro y que se encuentra en su Santuario ubicado en la parte alta del Cerro del Sacromonte. Desde temprano y hasta la media noche, miles de personas provenientes de distintas partes de la república mexicana acuden a este lugar para tomar ceniza y venerar al Señor del Sacromonte. Al caer la noche la imagen baja del cerro en santa procesión para recorrer las calles de los Barrios de Tepollo, Atenco y San Juan, hasta llegar a la Parroquia de la Asunción lugar donde permanecera toda la Cuaresma y Semana Santa. Finalmente, la imagen regresa a su santuario el sábado después del domingo de resurrección recorriendo en santa procesión las calles de los Barrios de Rosario, Caltenco y Panohaya.

#### Otras fiestas:
- Fiesta Patronal de Amecameca: 15 de Agosto
- Fiesta del Barrio de San Juan: 24 de Junio
- Fiesta del Barrio del Rosario: 7 de Octubre
- Fiesta del Barrio de Panohaya: 29 de Septiembre
- Fiesta del Barrio de Tepollo: 8 de Agosto
- Fiesta del Barrio de Caltenco: 2° Domingo de Pascua
- Fiesta del Barrio de Atenco: 15 de Mayo
- Feria de la Nuez:[17] Mes de Agosto
- Festival de las Luciérnagas: Mes de Julio